# Schloss Montsoreau – Museum für zeitgenössische Kunst
Das Schloss Montsoreau – Museum für zeitgenössische Kunst (französisch: Château de Montsoreau-Musée d’art contemporain) ist ein Museum für Zeitgenössische Kunst im Loiretal in Montsoreau in Frankreich. Das 2016 eröffnete Museum ist im Schloss Montsoreau untergebracht, das dafür umgebaut wurde.

## Museum und Sammlung
Die Sammlung des Museums konzentriert sich auf Kunst nach 1965 und hat ihren Ursprung in der Sammlung Philippe Méaille. Dabei ist besonders die Konzeptkunst vertreten, darunter Werke internationaler Künstler. Hier besteht die weltweit größte Sammlung von Art & Language-Werken.

### Galerie

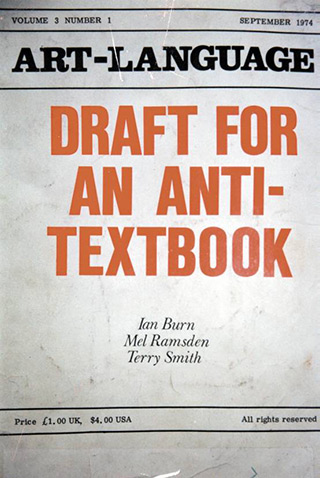
Art & Language: Art & Language: Art-Language, Vol.3 Nr.1, 1974.
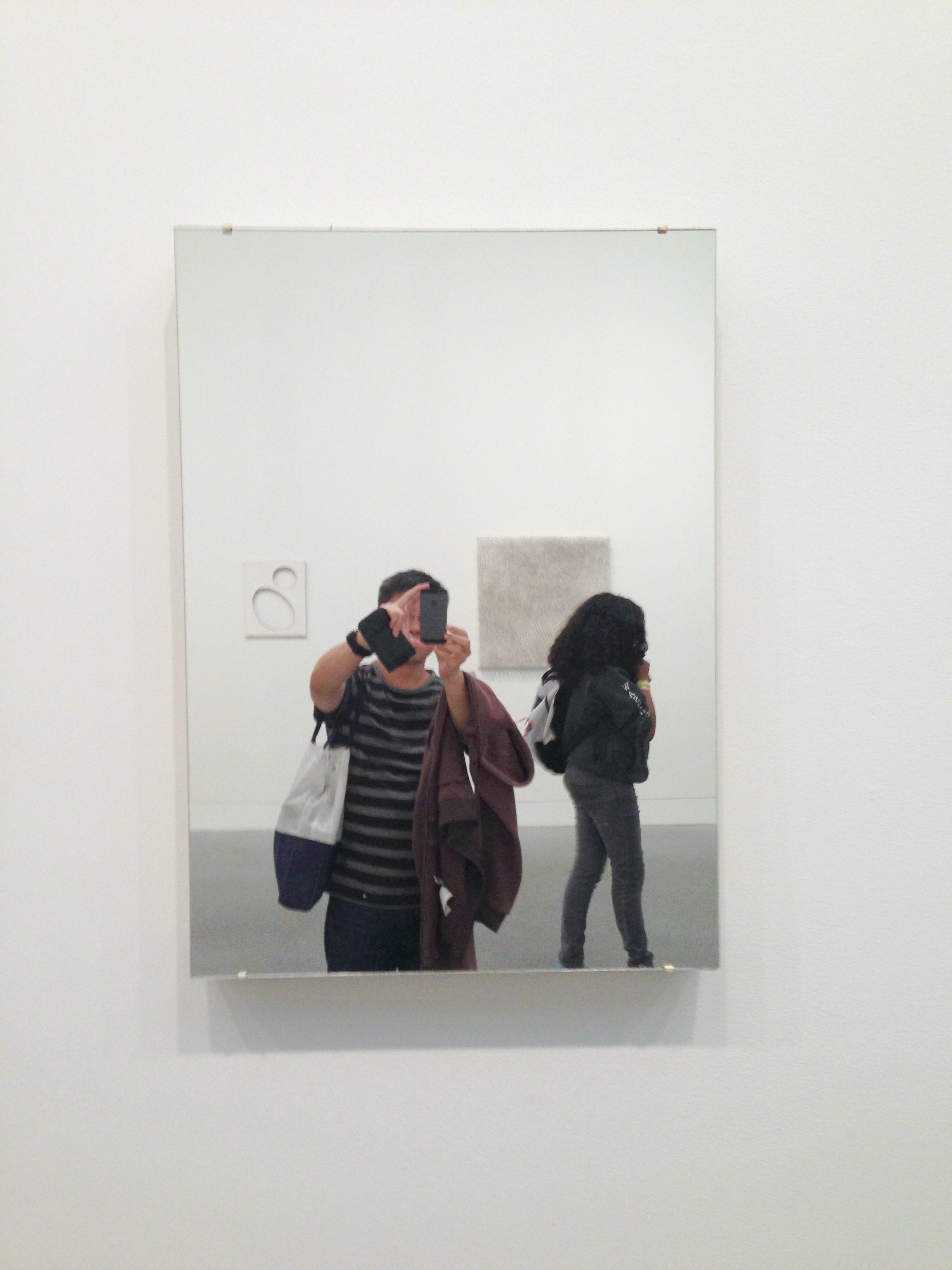
Art & Language: Mirror Piece, 1965.
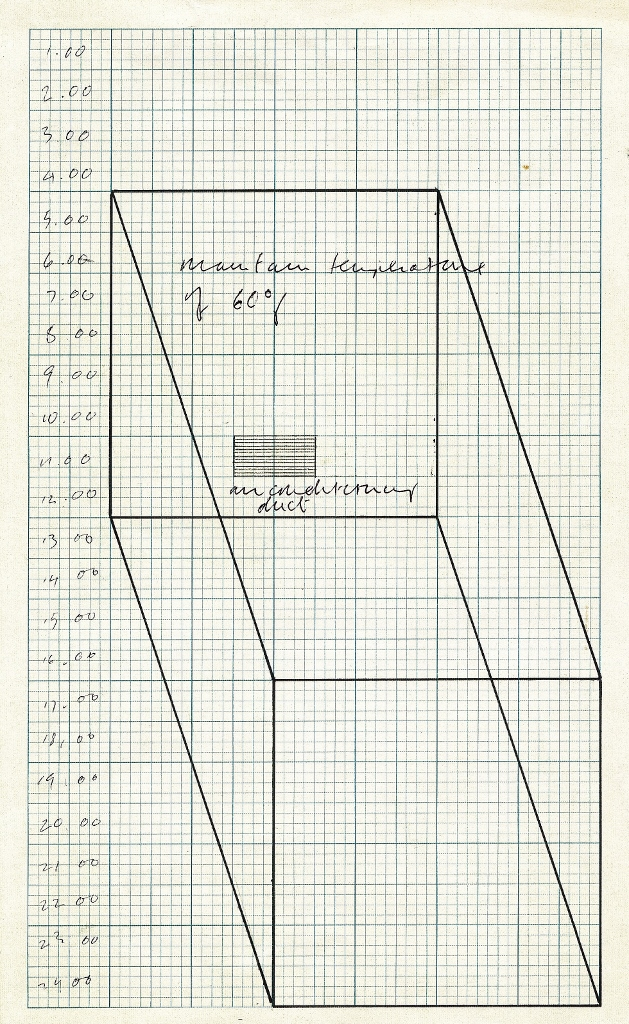
Art & Language (Michael Baldwin): Air-Conditioning Show, 1966–67.
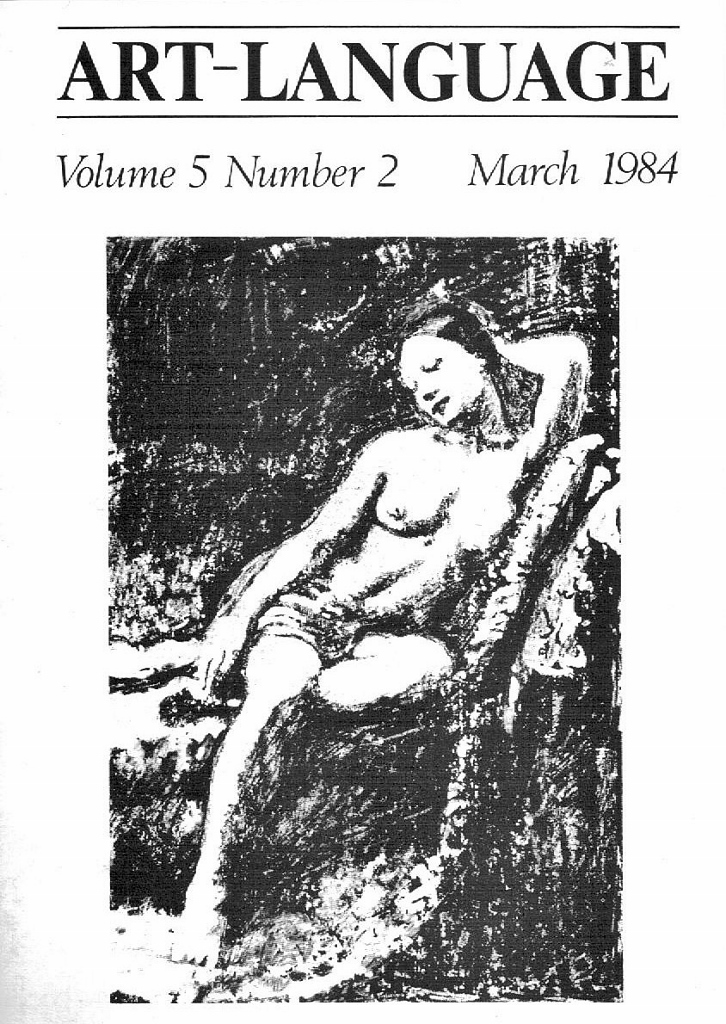
Art & Language: Victorine in Art-Language Vol.5 Nr.2 (1984), 1983.
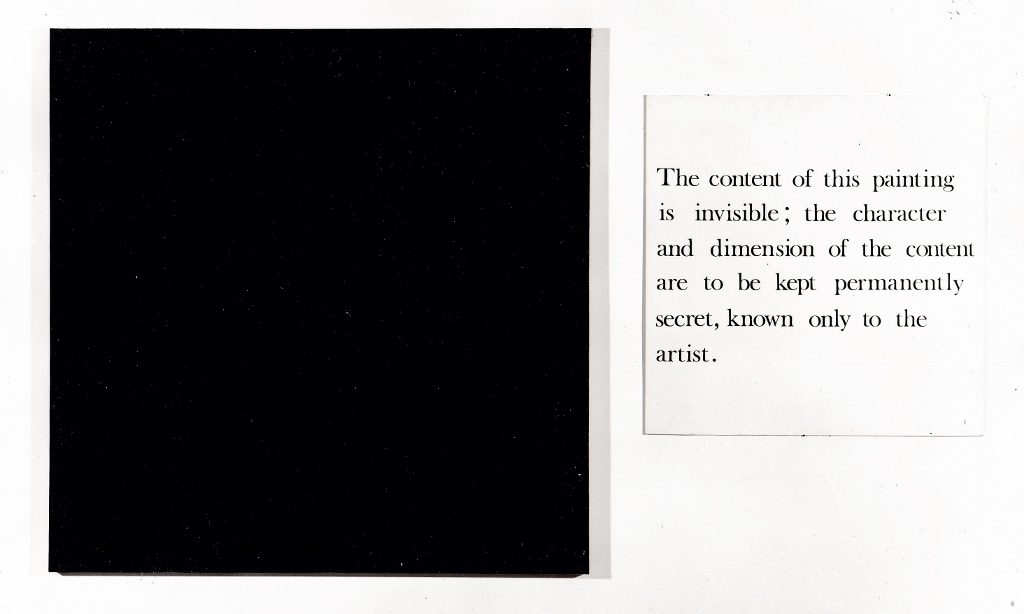
Art & Language (Mel Ramsden), Secret Painting, 1967.
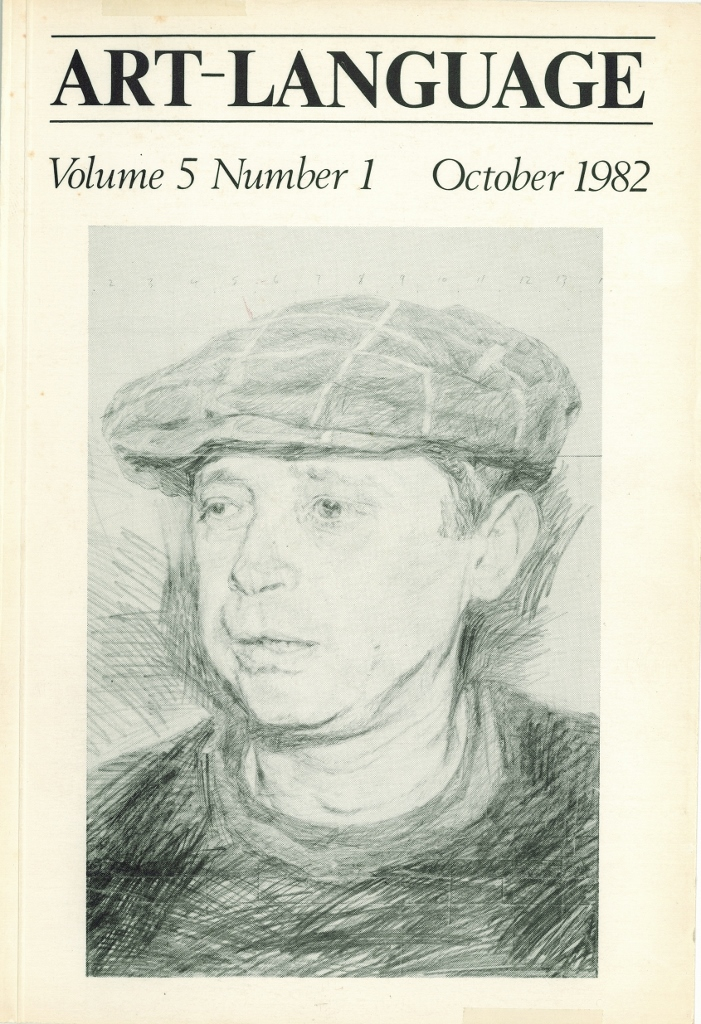
Art & Language: Art-Language Vol.5 Nr.1, 1982.
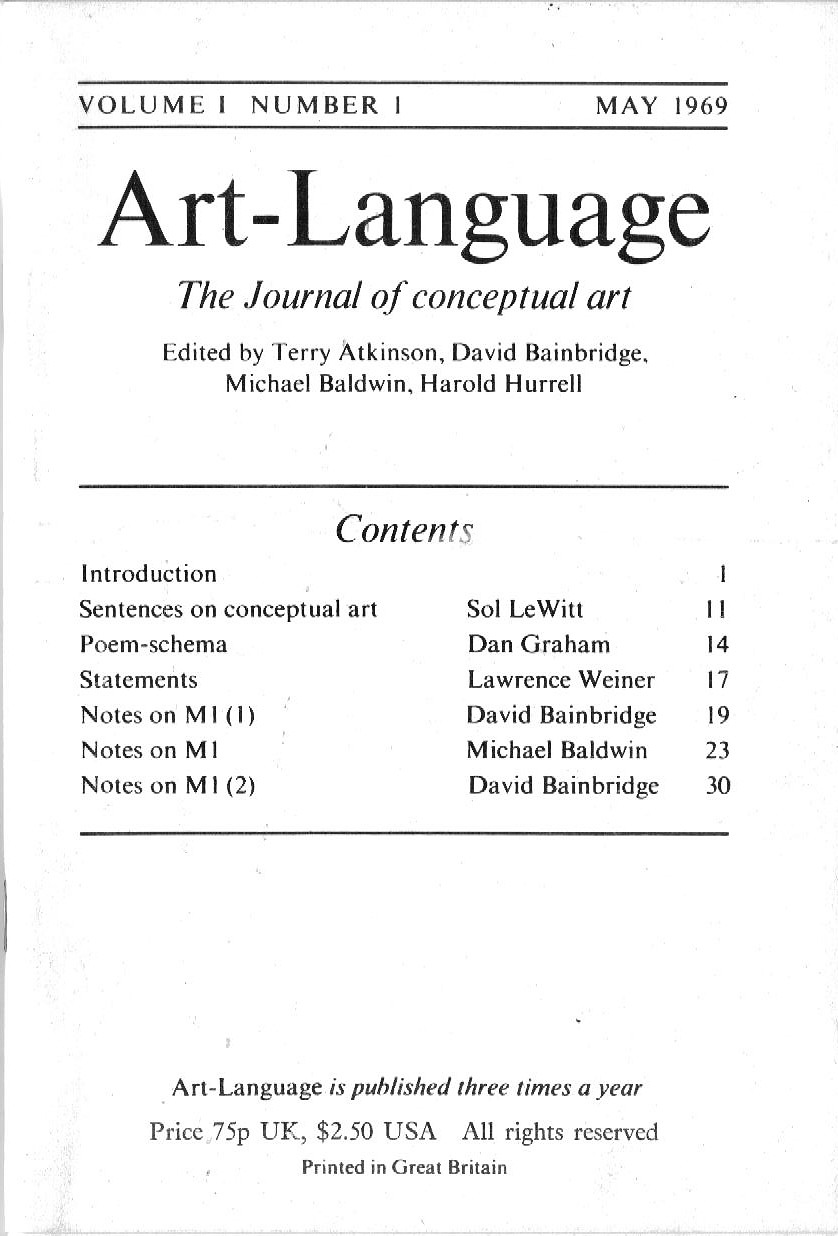
Art & Language: Art-Language The Journal of Conceptual Art, Vol.1 Nr.1, 1969.

## Ausstellungen
- 2016: Agnès Thurnauer, Eine Geschichte der Malerei.
- 2017: Ettore Sottsass, Designer der Welt.
- 2018: Art & Language, Reality (Dark) Fragments (Light).
- 2018: 1968: Sparta träumt Athen.
- 2019: Roman Signer[4]
- 2019: Charlotte Moorman, Denken Sie verrückt.[5]

## Publikationen
- 2016: Rod Mengham, Eine Reise nach Agnès Thurnauer.
- 2016: Art & Language, Interview mit Victorine Meurend.
- 2017: Art & Language, Poster: Almost a Home For Homeless Stuff.
- 2017: Fabien Vallos, Philippe Méaille, Antonia Birnbaum, Fabrice Hergott, Chloé Maillet, Louise Hervé, Antoine Dufeu, A Constructed World, Protest 1517–2017. ISBN 978-2-9557917-0-7.
- 2018: Art & Language, Matthew Jesse Jackson, Art & Language: Realität (dunkel) Fragmente (Licht), ISBN 978-2-9557917-2-1.